# جريج راي
جريج راي (بالإنجليزية: Greg Ray)‏ مواليد 3 أغسطس 1966 في دالاس، هو سائق فورملا 1 هندي.

## سباقات شارك فيها
- سلسلة إندي كار
- إنديانابوليس 500

## روابط خارجية
- جريج راي على موقع Racing-Reference.info (الإنجليزية)
- جريج راي على موقع DriverDB.com (الإنجليزية)